# 2006 في اليابان
فيما يلي قوائم الأحداث التي وقعت خلال عام 2006 في اليابان.

## سياسة

### تعيين في المنصب
- 26 سبتمبر – شينزو آبي رئيس وزراء اليابان.

### انتهاء فترة المنصب
- 26 سبتمبر – جونيتشيرو كويزومي رئيس وزراء اليابان.
- 26 سبتمبر – ساداكازو تانيغاكي وزير المالية.
- 26 سبتمبر – يوريكو كويكي وزير البيئة [الإنجليزية]‏.

## رياضة
- 1 يناير – بطولة كأس العالم لكرة السلة 2006 الفائز منتخب إسبانيا لكرة السلة.
- 8 أكتوبر – جائزة اليابان الكبرى 2006 الفائز فرناندو ألونسو.

## ظهور
- 1 يناير – قيكان كومك ألايف

## أفلام
من الأفلام التي صدرت هذه السنة في اليابان:
- 1 يناير – بليتش: ذكريات اللا أحد من إخراج نوريوكي أبيه.
- 1 يناير – فيلم ناروتو: ذعر الحيوانات في جزيرة هلال القمر من إخراج Toshiyuki Tsuru [الإنجليزية]‏.
- 1 يناير – هيلين الثعلبة الصغيرة من إخراج Keita Kōno  [لغات أخرى]‏.
- 1 يناير – يوكي
- 24 مايو – ماري أنطوانيت من إخراج صوفيا كوبولا.

## برامج ومسلسلات وأنمي
- مارتن ميستري

## كتب
من الكتب التي صدرت هذه السنة في اليابان:
- 1 يناير – ماريا ساما غا ميترو من تأليف Oyuki Konno  [لغات أخرى]‏.

## مواليد

### سبتمبر
- 6 سبتمبر – الأمير هيساهيتو

## وفيات

### فبراير
- 6 فبراير – كوجي توتاني (مواليد 1948)

### مايو
- 30 مايو – إيمامورا شوهيه (مواليد 1926) مخرج أفلام ياباني.

### يونيو
- 29 يونيو – تاداو أونيشي (مواليد 1943) لاعب كرة قدم ياباني.

### يوليو
- 1 يوليو – ريوتارو هاشيموتو (مواليد 1937) سياسي ياباني.
- 21 يوليو – ماكو إيواماتسو (مواليد 1933)

### أغسطس
- 6 أغسطس – هيروتاكا سوزوؤكي (مواليد 1950)

### سبتمبر
- 17 سبتمبر – كازويوكي سوغابي (مواليد 1948) ممثل ياباني.

### أكتوبر
- 29 أكتوبر – ريكو موتو (مواليد 1935)